# حلوان (مصر)
حلوان نام شهر و شهرستانی در استان قاهره مصر است.شهر حلوان باتوجه به موقعیت جغرافیایی ویژه ای که دارد می توانند برای بازدیدکنندگان به استان قاهره زیبایی ویژه ای را به معرض نمایش بگذارد ؛ از جمله زیبایی این منطقه مجاورت این شهر با رود پرخروشان نیل می باشد که در آن سوی رود نیل اهرام ثلاثه مصر حضور دارد که چشم انداز ویژه ای برای مردمان این منطقه ایجاد کرده ، همه روزه مردمان این منطقه با حضور در کنار رود نیل و تماشای هنر باستانی اهرام ثلاثه می توانند خاطرات زیبایی را برای خود ایجاد کنند .